# Caloncoba lophocarpa
Caloncoba lophocarpa är en tvåhjärtbladig växtart som först beskrevs av Daniel Oliver, och fick sitt nu gällande namn av Ernest Friedrich Gilg. Caloncoba lophocarpa ingår i släktet Caloncoba och familjen Achariaceae. Inga underarter finns listade i Catalogue of Life.